# Aenictus weissi
Aenictus weissi é uma espécie de formiga do gênero Aenictus.